# ラミ・デュ・シャンベルタン
ラミ・デュ・シャンベルタン (L'ami du Chambertin) は、フランスのブルゴーニュ地方ブロション村のゴーグリー社(Fromagerie GAUGRY)で作られるウォッシュチーズ。1950年にゴーグリー社の創業者レイモンド・ゴーグリー(Raymond Gaugry)によって考案された。類似のチーズである「エポワス」は一般名で、「エポワス・ド・ブルゴーニュ」というAOCで規定される名称であるのに対し、「ラミ・デュ・シャンベルタン」はゴーグリー社の商標にすぎない。
牛乳を原料とし、表面は赤色で湿っている。形状は円盤状で、直径約9cm、高さ4cm。1箇月以上の期間、水とブルゴーニュのマールで洗うことで熟成させる。
名前は「シャンベルタンの友」という意味。ブルゴーニュ地方コートドニュイ地区のワインとあわせて食後に楽しむとよいとされる。